# Jean-Luc Klöti
Jean-Luc Klöti (* 1999) ist ein Schweizer Unihockeyspieler, der beim Nationalliga-A-Verein UHC Uster unter Vertrag steht.